# Feri từ
Feri từ (tiếng Anh: Ferrimagnet) là tên gọi chung của nhóm các vật liệu có trật tự từ mà trong cấu trúc từ của nó gồm 2 phân mạng đối song song nhưng có độ lớn khác nhau. Ferri từ còn được gọi là phản sắt từ bù trừ không hoàn toàn. 

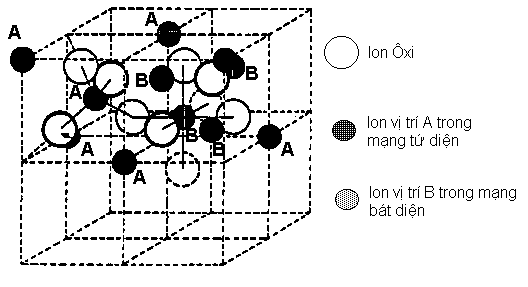
Cấu trúc của ferrite spinel

## Cấu trúc của feri từ
Feri từ từ có tên gọi xuất phát từ nhóm vật liệu ferrite (tiếng Việt đọc là ferit), là nhóm các vật liệu gốm có công thức hóa học chung là XO.Y2O3 với X là một kim loại hóa trị 2, Y là kim loại hóa trị 3 (mà dùng phổ biến nhất là sắt - Fe). Ô đơn vị của một ferrite sẽ chứa 32 anion và 24 cation. 8 cation ở vị trí A (tạo thành phân mạng từ A) sẽ bị bao quanh bởi 4 iôn ôxi theo dạng các tứ diện và 16 cation còn lạ ở vị trí B (phân mạng từ B) bị bao quanh bởi 6 ion ôxi bởi mạng bát diện. Đây là nhóm ferrite có tên gọi chung là ferrite spinel (ví dụ ZnO.Fe2O3, MnO.Fe2O3...), thường mang cấu trúc lập phương tâm mặt.
Một số nhóm ferrite khác có thành phần phức tạp hơn mang cấu trúc lục giác ví dụ như ferrite Bari BaFe12O19, hay các ferri-garnet (Y3Fe5O12, 5Fe2O3.3Y2O3...)

## Tính chất của feri từ
Vì feri từ có 2 phân mạng từ bù trừ không hoàn toàn, nên nó có từ độ tự phát và từ độ này được bù trừ từ mômen từ của 2 phân mạng:
{\displaystyle \lambda .M_{A}-(1-\lambda ).M_{B}}
MA, MB lần lượt là mômen từ của 2 phân mạng A và B, λ là tỉ phần giữa 2 phân mạng.
Nhìn chung, tính chất từ của feri từ gần giống với sắt từ, tức là cũng có các đặc trưng như vật liệu sắt từ: từ trễ, nhiệt độ trật tự từ (nhiệt độ Curie), từ độ tự phát... Điểm khác biệt cơ bản nhất là do nó có 2 phân mạng ngược chiều nhau, nên thực chất trật tự từ của nó được cho bởi 2 phân mạng trái dấu, vì thế, có một nhiệt độ mà tại đó mômen từ tự phát của 2 phân mạng bị bù trừ nhau gọi là "nhiệt độ bù trừ". Nhiệt độ bù trừ thấp hơn nhiệt độ Curie (đôi khi nhiệt độ Curie của feri từ cũng được gọi là nhiệt độ Néel, ở trên nhiệt độ Curie chất bị mất trật tự từ và trở thành thuận từ. 

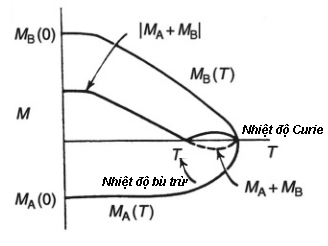
Sự bù trừ từ tính của 2 phân mạng và các điểm nhiệt độ đặc biệt:nhiệt độ Curie, nhiệt độ bù trừ

## Lịch sử sử dụng ferrite và ứng dụng
- Trước khi có các lý thuyết về phản sắt từ, người ta vẫn nhầm feri từ với sắt từ. Tính chất này lần đầu tiên được nhà vật lý học Pháp Louis Eugène Félix Néel (1904-2000) dự đoán vào năm 1930 và lần đầu tiên xuất hiện vật liệu vào năm 1947, sau đó nhanh chóng trở thành một trong những vật liệu từ được sử dụng nhiều nhất.
- Feri từ thực chất là các vật liệu gốm, bán dẫn từ, có điện trở suất và độ bền rất cao, vì thế các ferrite từ mềm thường được dùng trong các ứng dụng ở tần số cao và siêu cao (làm các lõi dẫn từ sử dụng ở từ trường tần số cao và siêu cao) trong các mạch điện tử. Các ferrite lục giác có tính chất từ cứng cũng đang là loại vật liệu được dùng nhiều nhất cho các nam châm vĩnh cửu do giá thành rẻ, dễ chế tạo và độ bền cao dù có phẩm chất từ không cao như nhiều vật liệu khác. Gần đây, có nhiều nghiên cứu sử dụng các hạt nano ferrite ứng dụng trong các chất lỏng từ dùng trong y, sinh học. Nhược điểm lớn nhất của ferrite là có mômen từ thấp.

## Phương pháp chế tạo ferrite
- Ưu điểm lớn nhất của ferrite khiến chúng được sử dụng rộng rãi nhất là phương pháp chế tạo đơn giản và giá thành thấp. Phương pháp phổ thông nhất (được dùng trong cả nghiên cứu và công nghiệp) là phương pháp phản ứng pha rắn, tức là nghiền trộn các oxide thành phần, sau đó trộn keo kết dính, ép định hình sản phẩm và nung thiêu kết để tạo phản ứng ferrite hóa. Người ta có thể bổ sung nhiều công đoạn để tạo thêm nhiều tính chất như mong muốn: ví dụ ép định hướng (trong từ trường), ép đẳng tĩnh..., nung trong từ trường...
- Gần đây, ferrite còn được chế tạo bằng các phương pháp hóa: đồng kết tủa, sol-gel...